# لیلبورن (میزوری)
لیلبورن (به انگلیسی: Lilbourn) یک شهر در ایالات متحده آمریکا است که در شهرستان نیو مادرید، میزوری واقع شده‌است. لیلبورن ۲٫۴۳ کیلومتر مربع مساحت و ۱٬۱۹۰ نفر جمعیت دارد و ۸۷ متر بالاتر از سطح دریا قرار دارد.